# 高宮武郎
高宮 武郎（たかみや たけお、1月21日 - ）は、日本の男性声優。滋賀県出身。アールグルッペ所属。劇団すごろく団員。以前はヴィーヴ、ウイットプロモーション（2007年5月1日より）に所属していた。吹き替えを中心に活動している。バオバブ学園（現：ビジュアル・スペース俳優養成所）13期生。

## 出演作品

### テレビアニメ
2006年
- しましまとらのしまじろう（公園工事のおじさん）

2007年
- 古代王者 恐竜キング Dキッズ・アドベンチャー（パパ）

2008年
- あたしンち（客A）
- 古代王者 恐竜キング Dキッズ・アドベンチャー 翼竜伝説（衛兵、商人A、弟子A 他）

2009年
- ゴルゴ13（チンピラ）
- 地獄少女 三鼎（床屋主人）
- はっけん たいけん だいすき!しまじろう

2011年
- しまじろう ヘソカ

2013年
- しまじろうのわお!（桜の精）

### ゲーム
- パチパラシリーズ／三洋パチンコパラダイス11 〜新海とさらば銀玉の狼〜（渡りガニの三吉）
- 絶体絶命都市2 -凍てついた記憶たち-（秋本茂）
- パチパラシリーズ／パチパラ14 〜風と雲とスーパー海IN沖縄〜（秋元刑事 他）
- ワイルドアームズ クロスファイア（ジュピア・トルメンタ）
- パチパラシリーズ／パチパラ3D 大海物語2 With アグネス・ラム 〜パチプロ風雲録・花 消されたライセンス〜（鮫島 剛三）

### 吹き替え
- アースブレイク
- アスファルト・レーサー
- ガルフ・ウォー
- ザ・オラクル（同僚[1]）
- スペースバンパイア ※2005年テレビ朝日版
- ノイズ
- バンディッツ
- フライトプラン
- ホラーホットライン（クリス[1]）
- 名探偵ポワロ
- ローラーボール (2002年の映画) ※テレビ東京版